# Serra de Ferrerós
La Serra de Ferrerós és una serra situada als municipis d'Albanyà i Sant Llorenç de la Muga a la comarca de l'Alt Empordà, amb una elevació màxima de 636 metres.